# Erik Brandelius
Erik Björn Brandelius, född 3 september 1906 i Trosa stadsförsamling, Södermanlands län, död 16 november 1981 i Sofia församling i Stockholm, var en svensk advokat. Han var bror till Harry Brandelius, far till Pia Brandelius samt farfar till Uje Brandelius och morfar till Erik Årman.
Brandelius var son till redaktören Tord Brandelius och Hanna Olsson och kom från Uppsala till Stockholm 1914. Efter studentexamen i Stockholm 1925 läste han juridik och blev juris kandidat 1931. Han påbörjade tingstjänstgöring 1931, men gjorde avbrott och studerade ekonomi på Handelshögskolan i Stockholm där han blev diplomerad (DHS) 1934. Åren 1935–1936 slutförde han tingstjänstgöringen.
Han var amanuens i försäkringsrådet 1937 och sekreterare i Svenska boktryckarföreningen 1938. Från 1939 bedrev han egen advokatfirma, men var biträdande jurist hos advokaterna Folke Rogard och C Wennerholm 1940 till 1942, innan han sistnämnda år fortsatte med egen verksamhet. År 1946 blev han ledamot av Advokatsamfundet (LSA) och 1949 ombudsman för Statstjänstemannaförbundet.
Han gifte sig 1939 med Gunnel Rosenquist (1913–2003) och de fick barnen Pia 1940, Jerker 1944 (far till Uje Brandelius) och Per Ola 1945. Makarna Brandelius är begravda på Norra begravningsplatsen utanför Stockholm.